# Lepidozia azorica
Espèce
Synonymes
- Telaranea azorica (H. Buch & Perss.) Pócs ex Schumacker & Váňa[2]

Statut de conservation UICN

 LC  : Préoccupation mineure
Lepidozia azorica est une espèce de plantes de la famille des Lepidoziaceae.

## Publication originale
- Commentationes Biologicae 8(7): 4. 1941.